# Lucien Tesnière

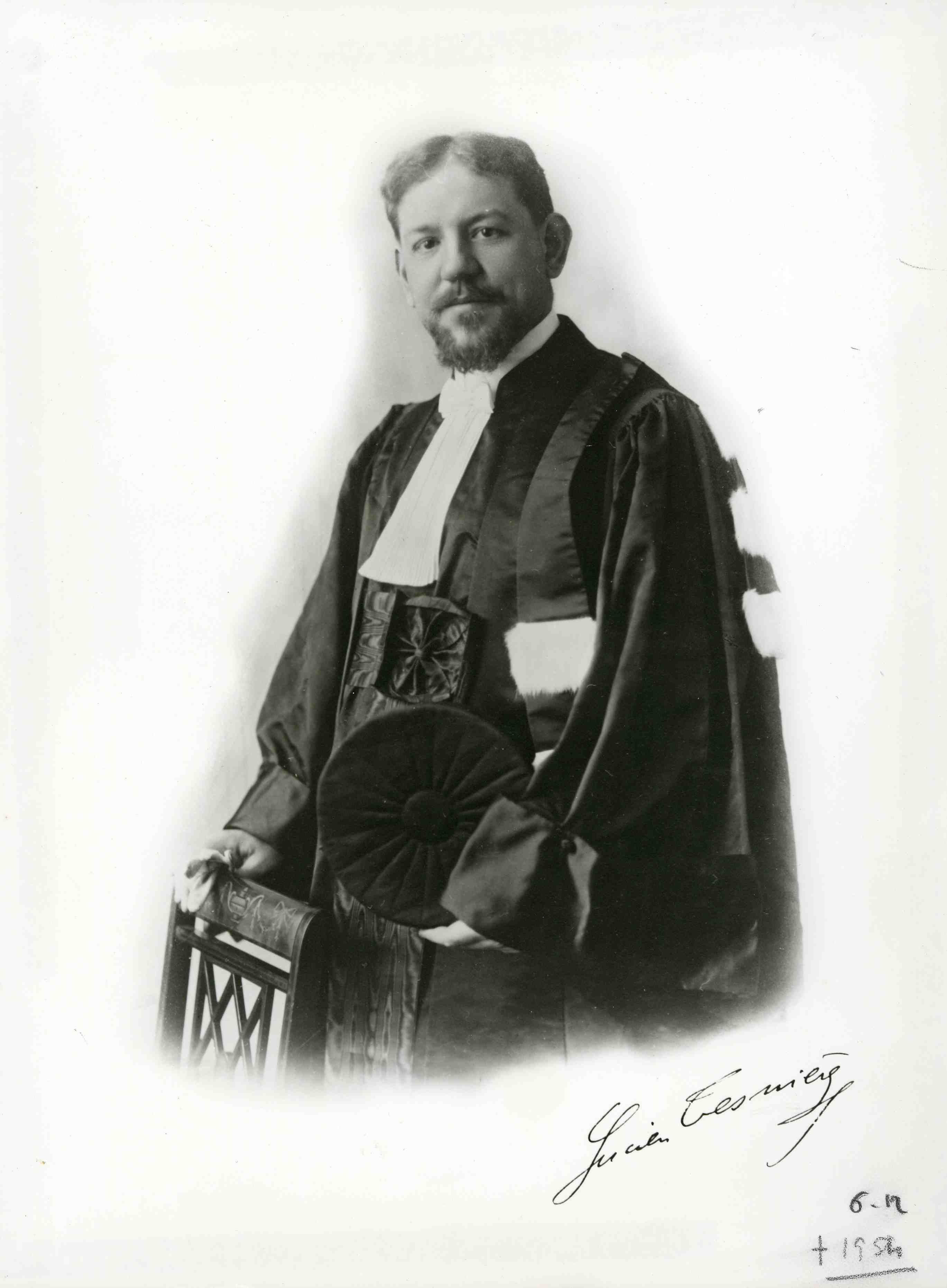
Lucien Tesnière 1954.

Lucien Tesnière, född 13 maj 1893 i Mont-Saint-Aignan, död 6 december 1954 i Montpellier, var en inflytelserik fransk lingvist.
Han blev professor i lingvistik först i Strasbourg och senare i Montpellier, där han publicerade ett flertal artiklar och böcker om slaviska språk.
Hans viktigaste bidrag till lingvistiken är dock hans syntaktiska teori, som finns beskriven i hans huvudverk Éléments de syntaxe structurale, postumt publicerad 1959. Här bygger han upp ett syntaktiskt system kring begreppet dependens (beroende).
Hans teorier har haft ett djupt inflytande på euopeisk lingvistik, dock mindre i de engelskspråkiga länderna där Noam Chomskys teorier har varit mer framträdande.

## Huvudverk
- Petite grammaire russe, Henri Didier, Paris 1934.
- Cours élémentaire de syntaxe structurale, 1938.
- Cours de syntaxe structurale, 1943.
- Esquisse d'une syntaxe structurale, Klincksieck, Paris 1953.
- Éléments de syntaxe structurale, Klincksieck, Paris 1959.